# Sagina abyssinica
Espèce
Sagina abyssinica est une espèce de plantes dicotylédones de la famille des Caryophyllaceae, originaire d'Afrique équatoriale. Ce sont des plantes herbacées vivaces poussant en coussinets plus ou moins denses.

## Distribution et habitat
L'aire de répartition de  Sagina abyssinica comprend les pays suivants : Cameroun, République démocratique du Congo, Éthiopie, îles du golfe de Guinée (Bioko), Kenya, Ouganda, Rwanda, Soudan, Tanzanie.
Cette espèce se rencontre sur les rives des cours d'eau, dans les landes, les crevasses rocheuses, les prairies, à des altitudes comprises entre 2100 et 4350 mètres.

## Liste des sous-espèces
Selon Catalogue of Life (22 avril 2019) :
- Sagina abyssinica subsp. abyssinica
- Sagina abyssinica subsp. aequinoctialis Hedberg